# لورينت ديبروسي
لورينت ديبروسي (بالفرنسية: Laurent Debrosse)‏ (2 أكتوبر 1969 في سانت فالير) لاعب كرة قدم فرنسي معتزل كان يجيد اللعب في خط الوسط .

## روابط خارجية
- لورينت ديبروسي على موقع قاعدة بيانات كرة القدم.إي يو (الإنجليزية)